# Old Colony Lines (MBTA)
| Ein Zug der Middleborough/Lakeville Line an der Station Campello |                                  |                                           |                                           |
| Spurweite: | 1435 mm (Normalspur)             |                                           |                                           |
| |                                  |                                           |                                           |
| Typ | Regionaler Personenzug           |                                           |                                           |
| Ort | Massachusetts Vereinigte Staaten |                                           |                                           |
| Anzahl Stationen | 17                               |                                           |                                           |
| Eröffnung | 1997 (wiedereröffnet)            |                                           |                                           |
| Betreiber | MBTA                             |                                           |                                           |
| Tgl. Passagiere | 19.168 (2010)                    |                                           |                                           |
| \| \| 0,0 \| Boston MA South Station \| Boston MA South Station \| \| \| \| nach Worcester und Providence \| \| \| \| \| Fort Point Channel \| \| \| \| \| \| \| \| \| \| von Boston OC Station \| \| \| \| \| nach Islington (km 1,8 von South Station) \| \| \| \| \| Red Line von Alewife \| \| \| \| \| \| \| \| \| 3.7 \| JFK/UMass \| JFK/UMass \| \| \| \| \| \| \| \| \| Savin Hill \| \| \| \| \| Red Line nach Ashmont \| \| \| \| \| Neponset River \| \| \| \| \| North Quincy \| \| \| \| \| Wollaston \| \| \| \| 12.6 \| Quincy Center \| Quincy Center \| \| \| \| Quincy Adams \| \| \| \| \| \| \| \| \| \| \| \| \| \| \| Greenbush Line \| \| \| \| 17.9 \| Braintree \| Braintree \| \| \| \| Kehranlage Braintree \| \| \| \| \| \| \| \| \| 24.3 \| Holbrook/Randolph \| Holbrook/Randolph \| \| \| 29.8 \| Montello \| Montello \| \| \| 32.5 \| Brockton \| Brockton \| \| \| 35.0 \| Campello \| Campello \| \| \| 44.2 \| Bridgewater \| Bridgewater \| \| \| \| Interstate 495 \| \| \| \| 57.0 \| Middleborough/Lakeville \| Middleborough/Lakeville \| \| \| 25.6 \| South Weymouth \| South Weymouth \| \| \| 30.9 \| Abington \| Abington \| \| \| 33.8 \| Whitman \| Whitman \| \| \| 39.5 \| Hanson \| Hanson \| \| \| 45.4 \| Halifax \| Halifax \| \| \| \| \| \| \| \| 56.0 \| Kingston/Route 3 \| Kingston/Route 3 \| \| \| 56.6 \| Plymouth \| Plymouth \| |                                  |                                           |                                           |
| Kopfbahnhof Streckenanfang | 0,0                              | Boston MA South Station                   | Boston MA South Station                   |
| Abzweig quer und von rechts · Abzweig geradeaus und nach rechts |                                  | nach Worcester und Providence             | nach Worcester und Providence             |
| Brücke über Wasserlauf · Brücke über Wasserlauf |                                  | Fort Point Channel                        | Fort Point Channel                        |
| |                                  |                                           |                                           |
| Abzweig geradeaus und ehemals von rechts |                                  | von Boston OC Station                     | von Boston OC Station                     |
| Abzweig geradeaus und nach rechts |                                  | nach Islington (km 1,8 von South Station) | nach Islington (km 1,8 von South Station) |
| U-Bahn-Strecke von links (im Tunnel) · Kreuzung mit U-Bahn mit Tunnelstrecke · U-Bahn-Strecke quer (im Tunnel) |                                  | Red Line von Alewife                      | Red Line von Alewife                      |
| U-Bahn-Tunnelende · Strecke |                                  |                                           |                                           |
| U-Bahn-Bahnhof · Bahnhof | 3.7                              | JFK/UMass                                 | JFK/UMass                                 |
| U-Bahn-Abzweig geradeaus und nach links · Kreuzung mit U-Bahn geradeaus unten · U-Bahn-Strecke von rechts |                                  |                                           |                                           |
| U-Bahn-Haltepunkt / Haltestelle · Strecke · U-Bahn-Strecke |                                  | Savin Hill                                | Savin Hill                                |
| U-Bahn-Strecke nach rechts · Strecke · U-Bahn-Strecke |                                  | Red Line nach Ashmont                     | Red Line nach Ashmont                     |
| Brücke über Wasserlauf · U-Bahn-Brücke über Wasserlauf |                                  | Neponset River                            | Neponset River                            |
| Strecke · U-Bahn-Haltepunkt / Haltestelle |                                  | North Quincy                              | North Quincy                              |
| Strecke · U-Bahn-Haltepunkt / Haltestelle |                                  | Wollaston                                 | Wollaston                                 |
| Bahnhof · U-Bahn-Bahnhof | 12.6                             | Quincy Center                             | Quincy Center                             |
| Strecke · U-Bahn-Haltepunkt / Haltestelle |                                  | Quincy Adams                              | Quincy Adams                              |
| Strecke mit U-Bahn nach halblinks · U-Bahn-Strecke nach halbrechts |                                  |                                           |                                           |
| U-Bahn-Strecke von halblinks · Strecke mit U-Bahn von halbrechts |                                  |                                           |                                           |
| U-Bahn-Strecke · Abzweig geradeaus, nach links und von links |                                  | Greenbush Line                            | Greenbush Line                            |
| U-Bahn-Bahnhof · Bahnhof | 17.9                             | Braintree                                 | Braintree                                 |
| U-Bahn-Betriebs-/Güterbahnhof Streckenende · Strecke |                                  | Kehranlage Braintree                      | Kehranlage Braintree                      |
| |                                  |                                           |                                           |
| Strecke | 24.3                             | Holbrook/Randolph                         | Holbrook/Randolph                         |
| Strecke | 29.8                             | Montello                                  | Montello                                  |
| Strecke | 32.5                             | Brockton                                  | Brockton                                  |
| Strecke | 35.0                             | Campello                                  | Campello                                  |
| Strecke | 44.2                             | Bridgewater                               | Bridgewater                               |
| Strecke |                                  | Interstate 495                            | Interstate 495                            |
| Strecke | 57.0                             | Middleborough/Lakeville                   | Middleborough/Lakeville                   |
| | 25.6                             | South Weymouth                            | South Weymouth                            |
| | 30.9                             | Abington                                  | Abington                                  |
| | 33.8                             | Whitman                                   | Whitman                                   |
| | 39.5                             | Hanson                                    | Hanson                                    |
| | 45.4                             | Halifax                                   | Halifax                                   |
| |                                  |                                           |                                           |
| Strecke | 56.0                             | Kingston/Route 3                          | Kingston/Route 3                          |
| | 56.6                             | Plymouth                                  | Plymouth                                  |

Unter der Bezeichnung Old Colony Lines werden mehrere Zweige des MBTA Commuter-Rail-Systems im Bundesstaat Massachusetts der Vereinigten Staaten zusammengefasst, die über die Boston South Station das Bostoner Stadtzentrum mit außerhalb gelegenen Gebieten im Süden und Südosten der Stadt verbinden.
Die Middleborough/Lakeville Line führt südlich durch Holbrook, Brockton, Bridgewater, Lakeville und Middleborough, während die Plymouth/Kingston Line in südöstlicher Richtung von Braintree aus entlang der Massachusetts Route 3 durch die Städte Weymouth, Abington, Whitman, Hanson, Halifax, Kingston und Plymouth verläuft. Schließlich führt die Greenbush Line in östlicher Richtung über Hingham und Cohasset nach Scituate.
Im Jahr 2010 transportierte die Linie Middleborough/Lakeville an jedem Werktag im Durchschnitt 9.930 Passagiere, die Linie Plymouth/Kingston kam auf 9.238 Passagiere.

## Geschichte

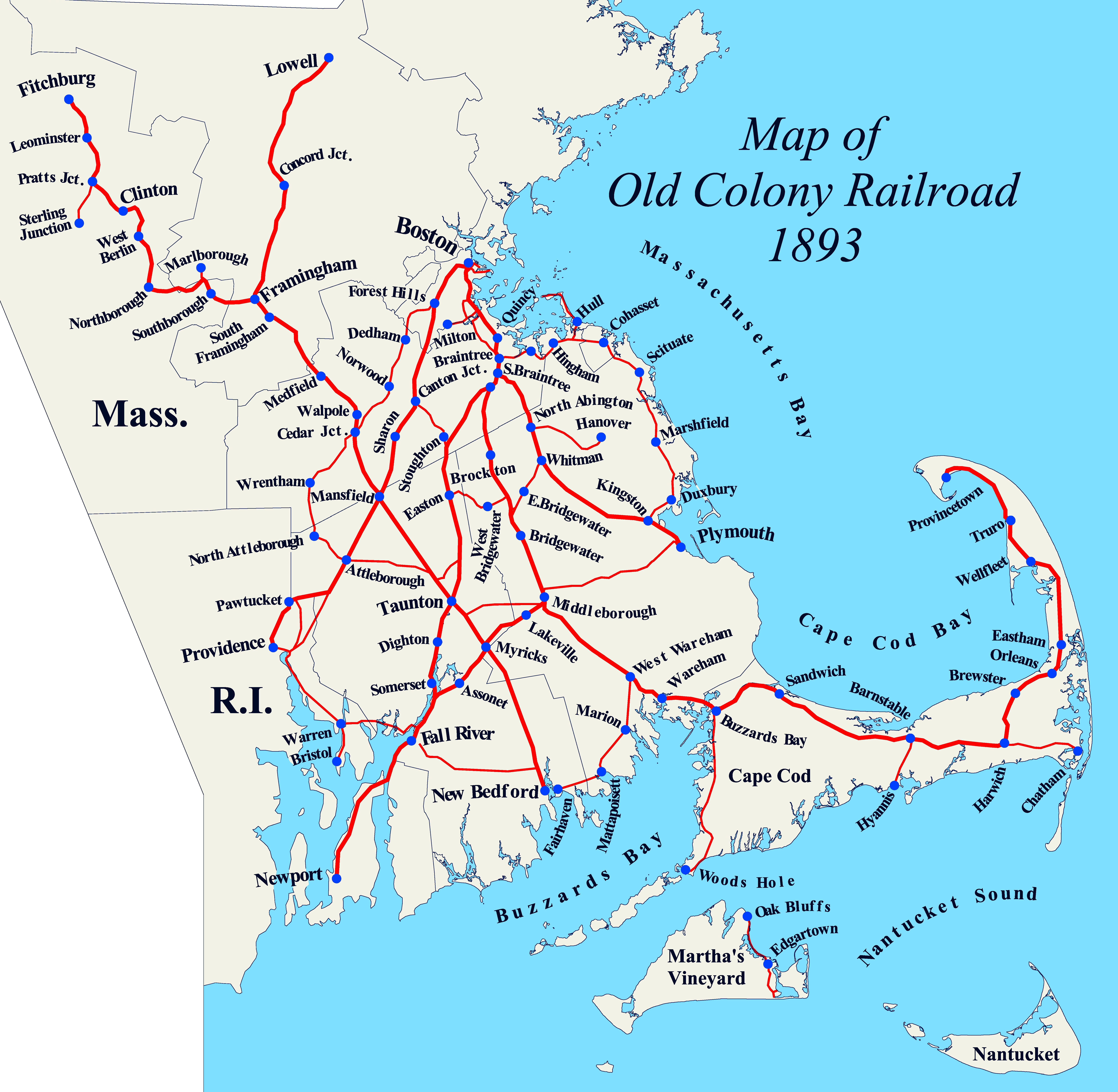
Das System der Old Colony im Jahr 1893

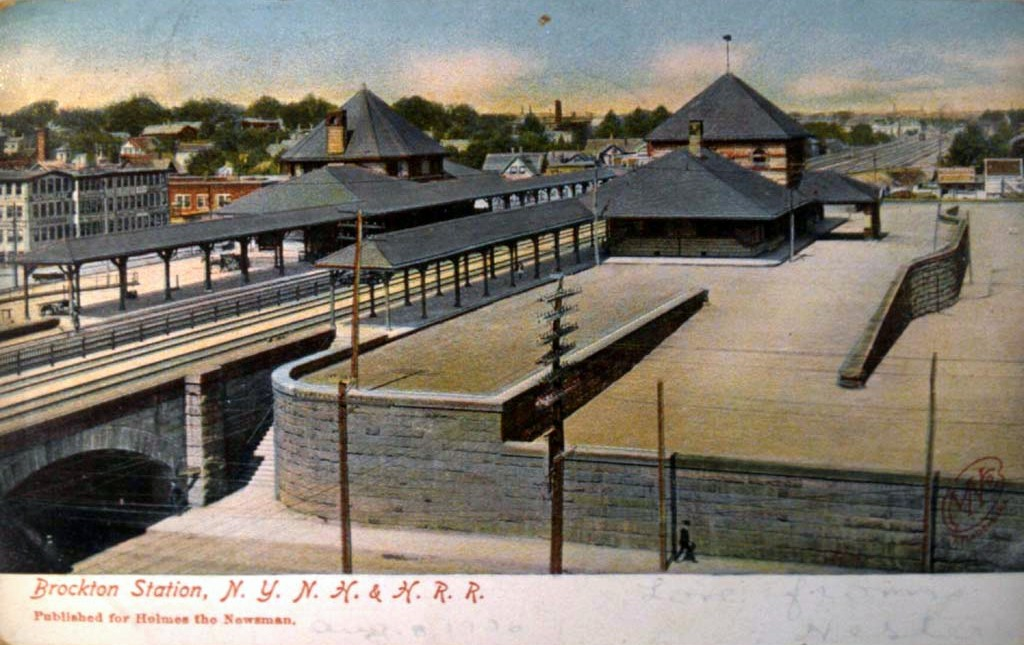
Der Bahnhof in Brockton, 1906

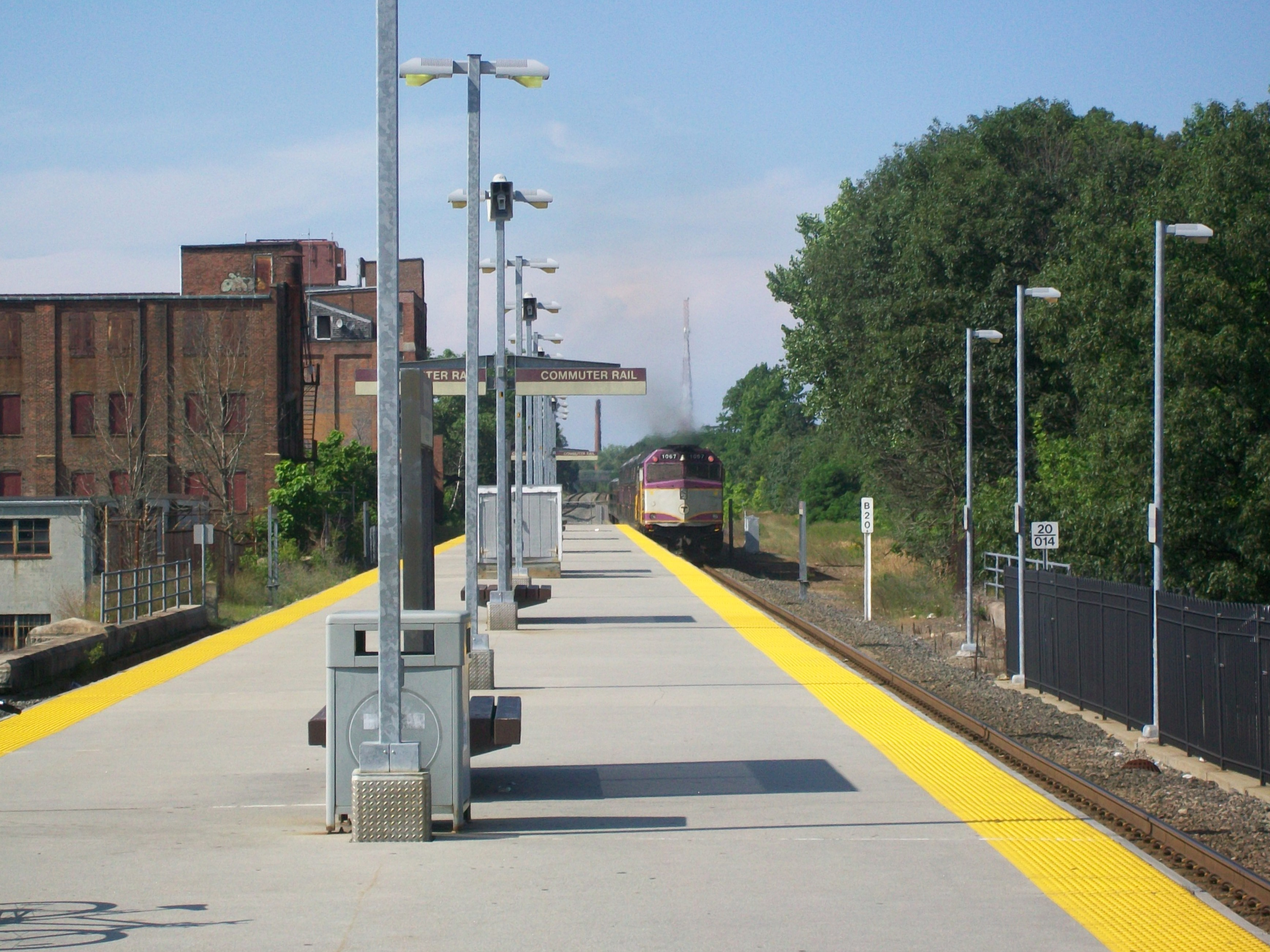
Die neu errichtete Station in Brockton, 2009

Bis zur Mitte des 20. Jahrhunderts reichte das abgedeckte Gebiet über die heutigen Endstationen der drei Zweige hinaus. Die Linie Greenbush führte bis nach Kingston und vereinte sich dort mit der Plymouth Line, die bis zum Stadtzentrum von Plymouth fuhr. Ein weiterer Zweig verband die Stadt mit Middleborough. Südöstlich fuhren die Züge der Old Colony vier unterschiedliche Endstationen am Cape Cod an: Woods Hole, Hyannis, Chatham und Provincetown. Zusätzliche Zweige fuhren in Richtung Südwesten weiter bis nach Bedford bzw. über Fall River Newport in Rhode Island. Von den Hauptlinien zweigten noch einige weitere kleinere Zweige ab, die unter anderem nach Hull, East Bridgewater, West Bridgewater, North Hanover und Fairhaven führten. Heute ist keine dieser Linien mehr aktiv.

### Die Old Colony im Eigentum der New Haven Railroad
1959 wurden die Personenzüge der Old Colony Railroad trotz hoher Fahrgastzahlen eingestellt, da sich die New York, New Haven and Hartford Railroad (NYNH&H), die das Liniensystem geleast hatte, vor nicht zu bewältigende Probleme gestellt sah.
Schon im Jahr 1935 versuchte die zu diesem Zeitpunkt bereits insolvente (NYNH&H), ihren sich aus dem Leasing ergebenden Verpflichtungen zu entgehen und den Betrieb an die Anteilseigner der Old Colony Railroad zurückzugeben. Dies jedoch trieb die Old Colony, die seit mehr als 30 Jahren keinen Zug mehr betrieben hatte, binnen eines Tages ebenfalls in die Insolvenz, und ein Gerichtsurteil zwang die NYNH&H, den Betrieb der Old Colony-Linien fortzuführen. Der Betrieb dürfe nur dann eingestellt werden, falls die Verluste einen bestimmten Betrag überstiegen.
In den frühen 1950er Jahren erfuhren die Linien der Old Colony eine kurze Wiederbelebung, die jedoch bereits nach kurzer Zeit wieder vorüber war. Die Buchhalter der New Haven Railroad nutzten alle Möglichkeiten, um mehr und mehr Schulden auf die Old Colony zu buchen, so dass Ende der 1950er Jahre der vom Gericht geforderte Verlustbetrag erreicht war. Als die NYNH&H ankündigte, 1958 den Betrieb der Linien einzustellen, stellte der Commonwealth of Massachusetts einen Notfallzuschuss für ein weiteres Jahr zur Verfügung. 1959 wurde der Betrieb dann mit der Eröffnung des Southeast Expressway, der zu großen Teilen der Streckenführung der Old Colony folgt, endgültig eingestellt.

### Schrittweise Wiederaufnahme des Betriebs
Ende der 1960er Jahre wurden Luftverschmutzung und starkes Verkehrsaufkommen zu immer größeren Problemen auf dem Expressway, so dass es bald Bemühungen gab, den Betrieb der Old Colony-Linien wieder aufzunehmen. Dies geschah schrittweise und einhergehend mit Modernisierungen, so dass heute alle Stationen und Züge der Old Colony barrierefrei zugänglich sind.

#### Red Line
1971 wurde die Red Line bis nach Quincy Center und 1980 schließlich bis nach Braintree erweitert. Die neuen Stationen wurden mit großen Parkhäusern ausgestattet, was einen umgehenden Anstieg bei den Passagierzahlen zur Folge hatte.

#### Linien Middleborough/Lakeville und Plymouth/Kingston
Im September 1997 wurden die Linien Middleborough und Plymouth wiedereröffnet, um die Verkehrsbelastung auf den Straßen in der Region zu reduzieren.

#### Greenbush Line
Die Greenbush Line sollte ursprünglich zeitgleich zu den anderen beiden Linien eröffnet werden, jedoch waren hier zusätzliche Herausforderungen zu bewältigen, welche die Wiederinbetriebnahme verzögerten. Anders als die beiden anderen Linien war die Greenbush Line seit den 1970er Jahren vollständig außer Betrieb gesetzt, so dass nicht einmal Güterzüge dort verkehrten. Daher mussten die Schienenwege der Linie vollständig neu errichtet werden, was unter anderem auch den Bau eines Tunnels unterhalb des Stadtzentrums von Hingham umfasste. Die Linie konnte schließlich am 31. Oktober 2007 ihren Betrieb wiederaufnehmen.

### Ersatz von Bahnschwellen
Im Mai 2010 gab die MBTA bekannt, dass ab 2011 die Old Colony-Linien bis auf Weiteres an Wochenenden nicht mehr fahren und wochentags außerhalb der Hauptverkehrszeiten durch Busse ersetzt werden. Hintergrund sind notwendige Baumaßnahmen entlang der Strecke, in deren Rahmen Bahnschwellen aus Beton durch solche aus Holz ersetzt werden; die Betonschwellen waren lange vor der berechneten Lebensdauer brüchig geworden. Die Bauarbeiten begannen im März 2011 und konnten erst im Mai 2012 vollständig abgeschlossen werden.

### Einschränkungen des Betriebs ab 2012
Am 28. März 2012 kündigte die MBTA die Einstellung des Betriebs der Linien Plymouth/Kingston, Needham und Greenbush an Wochenenden an. Diese Maßnahme war Teil eines Pakets aus Fahrpreiserhöhungen und Fahrplankürzungen, um die finanzielle Situation der MBTA zu verbessern. Mit dem 7. Juli 2012 wurden die Ankündigungen umgesetzt.

## Liste der Haltestellen
| Name                    | Ort         | Umsteigemöglichkeiten außerhalb der Old Colony-Linien | Park & Ride                              | Anmerkungen                                                           |
| ----------------------- | ----------- | --- | ---------------------------------------- | --------------------------------------------------------------------- |
| Boston South Station    | Boston      | - Nahverkehr - Red Line / Silver Line / MBTA Bus - Amtrak - Acela Express / Lake Shore Limited / Northeast Regional - MBTA Commuter Rail - Fairmount Line / Providence/Stoughton Line / Franklin Line / Needham Line / Framingham/Worcester Line - CapeFLYER |                                          | Nördliches Ende der Old Colony Lines                                  |
| JFK/UMass               | Boston      | - Red Line / MBTA Bus - CapeFLYER | 18 Fahrrad-Stellplätze                   |                                                                       |
| Quincy Center           | Quincy      | - Red Line / MBTA Bus - CapeFLYER | 872 Parkplätze, 20 Fahrrad-Stellplätze   |                                                                       |
| Braintree               | Braintree   | - Red Line / MBTA Bus - CapeFLYER | 1.281 Parkplätze, 30 Fahrrad-Stellplätze |                                                                       |
| Holbrook/Randolph       | Randolph    | - MBTA Bus - CapeFLYER | 369 Parkplätze, 8 Fahrrad-Stellplätze    |                                                                       |
| Montello                | Brockton    | - MBTA Bus - CapeFLYER | 425 Parkplätze, 16 Fahrrad-Stellplätze   |                                                                       |
| Brockton                | Brockton    | - Lokale Buslinien - CapeFLYER | 200 Parkplätze, 8 Fahrrad-Stellplätze    |                                                                       |
| Campello                | Brockton    | CapeFLYER | 546 Parkplätze, 8 Fahrrad-Stellplätze    |                                                                       |
| Bridgewater             | Bridgewater | CapeFLYER | 497 Parkplätze, 24 Fahrrad-Stellplätze   |                                                                       |
| Middleborough/Lakeville | Lakeville   | CapeFLYER (nur an Wochenenden im Sommer) | 853 Parkplätze, 8 Fahrrad-Stellplätze    | Südliches Ende der Linie Middleborough/Lakeville                      |
| South Weymouth          | Weymouth    | | 539 Parkplätze, 10 Fahrrad-Stellplätze   |                                                                       |
| Abington                | Abington    | | 405 Parkplätze, 8 Fahrrad-Stellplätze    |                                                                       |
| Whitman                 | Whitman     | | 208 Parkplätze, 8 Fahrrad-Stellplätze    |                                                                       |
| Hanson                  | Hanson      | | 428 Parkplätze, 8 Fahrrad-Stellplätze    |                                                                       |
| Halifax                 | Halifax     | | 408 Parkplätze, 8 Fahrrad-Stellplätze    | In Fahrtrichtung Süden splittet die Linie nach Plymouth oder Kingston |
| Kingston / Route 3      | Kingston    | Lokale Buslinien | 1.030 Parkplätze                         | Südliches Ende der Kingston-Line                                      |
| Plymouth                | Plymouth    | | 96 Parkplätze, 8 Fahrrad-Stellplätze     | Südliches Ende der Plymouth-Linie                                     |